# You're Living All Over Me
Albums de Dinosaur Jr.
Dinosaur
(1985) Bug
(1988)
You're Living All Over Me est le deuxième album de Dinosaur Jr., sorti en 1987. 

## L'album
Il est nommé à la suite d'une colère de J Mascis dans le bus de tournée du groupe. Il fait partie des 1001 albums qu'il faut avoir écoutés dans sa vie. 

### Liste des titres
Tous les titres sont de J Mascis, sauf mentions. 
1. Little Fury Things (3:06)
2. Kracked (2:50)
3. Sludgefeast (5:17)
4. The Lung (3:51)
5. Raisans (3:50)
6. Tarpit (4:36)
7. In a Jar (3:28)
8. Lose (Lou Barlow) (3:11)
9. Poledo (Lou Barlow) (5:43)

### Musiciens
- J Mascis : guitare, percussions, voix
- Lou Barlow : basse, ukulélé, voix
- Murph : batterie
- Lee Ranaldo : voix sur Little Fury Things